# クマゲラ属
クマゲラ属（クマゲラぞく、Dryocopus）は、鳥綱キツツキ目キツツキ科に分類される属。

## 分類
BirdLife Internationalでは2020年の時点でエボシクマゲラ・シマクマゲラ（および亜種D. l. fuscipennisを独立種とする）・ヒメクマゲラの4種を、Hylatomus属に分類している。
以下の分類・英名は、IOC World Bird List(v11.1)に従う。和名は、山階(1986)に従う。
- Dryocopus hodgei Andaman woodpecker
- Dryocopus javensis キタタキ White-bellied woodpecker
- Dryocopus lineatus シマクマゲラ Lineated woodpecker
- Dryocopus martius クマゲラ Black woodpecker
- Dryocopus pileatus エボシクマゲラ Pileated woodpecker
- Dryocopus schulzii ヒメクマゲラ Black-bodied woodpecker